# Новоаннінський
Новоаннінський — місто (з 1956 року) у Волгоградській області Росії, адміністративний центр Новоаннінського району та міського поселення місто Новоаннінський, колишня станиця Новоаннінська Війська Донського.
Розташовано на лівому березі річки Бузулук (басейн Дону), за 254 км від Волгограда.
З 1936 року — робітниче поселення Новоанненський.

## Промислові підприємства
- ВАТ Агрохолдинг «Новоаннінський» (колишній хлібзавод).
- Дорожно-будівельне управління № 5
- ТОВ Новоаннінський м'ясокомбінат
- ВАТ «Новоаннінський завод „ЭМА“» (завод електромедичної апаратури)

## Відомі уродженці й жителі
- Іван Шабунін (1935—2006) — глава адміністрації Волгоградської області у 1991—1997 роках.